# Schalchham
Schalchham ist eine Ortschaft in der oberösterreichischen Marktgemeinde Regau im Bezirk Vöcklabruck mit 1463 Einwohnern (Stand 1. Jänner 2024).

## Geschichte
Der Name Schalchham wird von der Wurzel *skalka- („Knecht“) hergeleitet. Schalchham hatte zu Beginn des 17. Jahrhunderts weniger als ein Dutzend Einwohner, 1788 wurden exakt 12 Einwohner gezählt und 1939 waren es 215. Zwischen 1951 und 1971 verfünffachte sich die Einwohnerzahl auf über 1000. Schalchham ist die Ortschaft mit den meisten Bewohnern innerhalb der Gemeinde.

## Lage und Infrastruktur
Schalchham befindet sich im Nordwesten der Marktgemeinde in der Katastralgemeinde Unterregau entlang der Schalchhamer Au an der Ager, die die nördliche Gemeindegrenze zur Nachbargemeinde Vöcklabruck bildet. Neben einigen Betrieben und einem Gasthaus verfügt Schalchham auch über einen eigenen Kindergarten.